# Ломонос джунгарский
Ломонос джунгарский (лат. Clematis songarica) — вид цветковых растений рода Ломонос (Clematis) семейства Лютиковые (Ranunculaceae).
Пригоден для посадки одиночными экземплярами, группами и бордюрами на хорошо освещенных местах в степной и в более южных зонах.

## Этимология
Русское название рода «ломонос» произошло от способности волосков плодов-семянок ломоноса восточного (Clematis orientalis) попадать в нос человека и вызывать неприятные ощущения. По другим источникам название рода связвно с неприятным запахом некоторых видов. 
Латинское научное название рода Clématis происходит от др.-греч. κληματίς, clēmatís — «вьющееся растение», что в свою очередь образовано от  др.-греч. κλήμα, klḗma — «веточка, росток, усик». В садоводстве (и в русском языке) закрепилась неверная форма ударения в научном названии рода — клема́тис.

## Распространение и экология
В природе ареал вида охватывает Центральную Азию.
Произрастает по каменистым и щебнистым склонам и горным осыпям.

## Ботаническое описание
Почти шаровидный кустарник или полукустарник высотой до 1 м, голый или слегка опушённый. Стебли прямые, беловатые, ребристые.
Листья простые, от ланцетных до линейно-ланцетных, длиной 3—8 (до 12) см, толстоватые, слегка мясистые, заострённые, к основанию суженные, цельнокрайные или в различной степени пильчато-зубчатые, сизые или серовато-зелёные, голые, короткочерешковые.
Цветки желтовато-белые, диаметром 2—2,5 см, собранные в многоцветковые метельчатые соцветия. Чашелистики длиной 1—2 см, продолговато-обратнояйцевидные или эллиптические, сверху голые, снизу коротко пушистые. Тычиночные нити узколинейные, голые, равные или короче пыльникам.
Семянки сжатые, густо опушённые, длиной 4 мм, шириной 2—2,5 мм, с перисто опушенным носиком длиной до 2 см.
Цветение в июле — августе. Плодоношение в сентябре.

## Таксономия
Вид Ломонос джунгарский входит в род Ломонос (Clematis) трибы Anemoneae подсемейства Лютиковые (Ranunculoideae) семейства Лютиковые (Ranunculaceae) порядка Лютикоцветные (Ranunculales).
|  |                       |  |                                          |                                          |                        |  | ещё 4 подсемейства (согласно Системе APG II) | ещё 4 подсемейства (согласно Системе APG II) |                                      |  |  |  | ещё 6 родов       | ещё 6 родов             |  |  |
|  |                       |  |                                          |                                          |                        |  | ещё 4 подсемейства (согласно Системе APG II) | ещё 4 подсемейства (согласно Системе APG II) |                                      |  |  |  | ещё 6 родов       | ещё 6 родов             |  |  |
|  |                       |  |                                          | семейство Лютиковые                      |                        |  |                                              |                                              | триба Anemoneae                      |  |  |  |                   | вид Ломонос джунгарский |  |  |
|  |                       |  |                                          | семейство Лютиковые                      |                        |  |                                              |                                              | триба Anemoneae                      |  |  |  |                   | вид Ломонос джунгарский |  |  |
|  | порядок Лютикоцветные |  |                                          |                                          | подсемейство Лютиковые |  |                                              |                                              | род Ломонос                          |  |  |  |                   |                         |  |  |
|  | порядок Лютикоцветные |  |                                          |                                          |                        |  |                                              |                                              |                                      |  |  |  |                   |                         |  |  |
|  |                       |  | ещё 9 семейств (согласно Системе APG II) | ещё 9 семейств (согласно Системе APG II) |                        |  |                                              | ещё 8 триб (согласно Системе APG II)         | ещё 8 триб (согласно Системе APG II) |  |  |  | ещё 230—250 видов |                         |  |  |
|  |                       |  |                                          | ещё 9 семейств (согласно Системе APG II) |                        |  |                                              |                                              | ещё 8 триб (согласно Системе APG II) |  |  |  |                   |                         |  |  |